# オリヴェート・チトラ
オリヴェート・チトラ（伊: Oliveto Citra）は、イタリア共和国カンパニア州サレルノ県にある、人口約3,700人の基礎自治体（コムーネ）。

## 地理

### 位置・広がり

#### 隣接コムーネ
隣接するコムーネは以下の通り。括弧内のAVはアヴェッリーノ県所属を示す。
- カンパーニャ
- コッリアーノ
- コントゥルシ・テルメ
- セネルキア (AV)
- ヴァルヴァ

## 行政

### 分離集落
オリヴェート・チトラには、以下の分離集落（フラツィオーネ）がある。
- Casale, Dogana, Ponte Oliveto, Serroni